# Riu de Santa Eulària
Riu de Santa Eulària är ett periodiskt vattendrag i Spanien.   Det ligger i regionen Balearerna, i den östra delen av landet, 500 km öster om huvudstaden Madrid. Riu de Santa Eulària ligger på ön Ibiza.